# Batalla de Talasea
La batalla de Talasea (6-9 de marzo de 1944) fue una batalla en el teatro del Pacífico de la Segunda Guerra Mundial entre las fuerzas japonesas y aliadas. Denominada "Operación Appease" por los aliados, la batalla fue parte de la más amplia Operación Dexterity, y se llevó a cabo en la isla de Nueva Bretaña, Territorio de Nueva Guinea en marzo de 1944. Principalmente las fuerzas de los EE. UU., con el apoyo de Australia, llevaron a cabo un desembarco anfibio para capturar la zona de la Península de Willaumez, como parte del seguimiento de las operaciones ya que los japoneses comenzaban a retirarse hacia el este hacia Rabaul tras intensos combates alrededor del cabo Gloucester a principios de año. La fuerza de asalto consistió en un equipo de combate del regimiento formado en torno a un regimiento de marines, que desembarcó en la costa occidental de la Península de Willaumez, en un istmo estrecho cerca de la plantación Volupia, después de lo cual los marines avanzaron hacia la pista de aterrizaje de emergencia en Talasea en el lado opuesto de la costa. Su avance hacia el sur fue frustrado por un pequeño grupo de defensores japoneses que impidieron a las tropas estadounidenses avanzar con la suficiente rapidez como para cortar la retirada de la fuerza japonesa que retrocedía del cabo Gloucester.

## Preludio

### Antecedentes

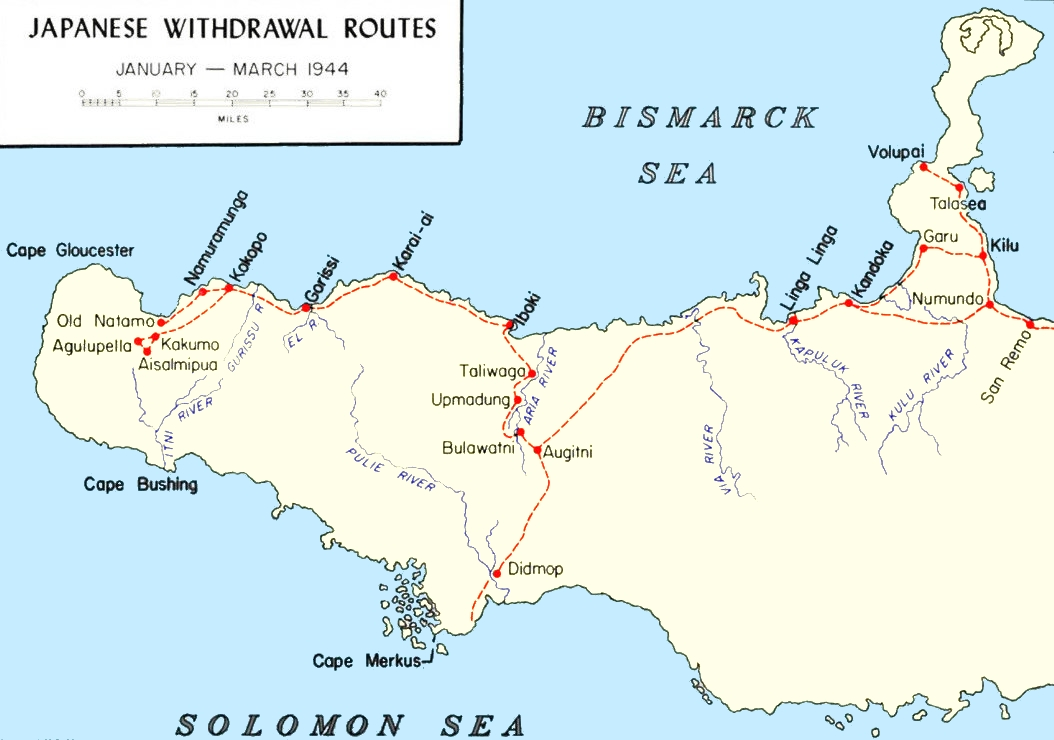
Ruta de retirada de las fuerzas niponas.

Las fuerzas japonesas capturaron la isla de Nueva Bretaña en febrero de 1942 tras abrumar a la pequeña guarnición australiana estacionada alrededor de Rabaul. Posteriormente, los japoneses construyeron una gran guarnición en la isla, la cual se convirtió en el eje de la barrera defensiva que establecieron tras el fracaso de los intentos de capturar Port Moresby a finales de 1942. Se habían llevado a cabo acciones en torno al cabo Gloucester y Arawe -parte de la Operación Cartwheel- por los aliados para capturar aeródromos vitales y proporcionar acceso a través del paso marítimo entre el estrecho que separa Nueva Bretaña de Nueva Guinea, donde, a finales de 1943, los aliados habían luchado para asegurar la península de Huon. Además, las operaciones habían intentado aislar a la principal base japonesa en Rabaul, ya que se había decidido que en lugar de destruir la base con un costoso asalto directo, una estrategia más prudente sería rodear la base y, por lo tanto, anularla como una amenaza. Las operaciones de la 1.ª División de Marines para asegurar el cabo Gloucester continuaron hasta abril bajo el mando del general de división William H. Rupertus. Sin embargo, a comienzos de febrero, los comandantes estadounidenses confiaban en que sus fuerzas prevalecerían en asegurar el oeste de Nueva Bretaña y comenzaron a planear expandirse hacia el este, avanzando hacia Talasea -que ofrecía un aeródromo de bajo grado y una base potencial- en la costa norte de la isla, como parte de las acciones para no dar tregua a las fuerzas japonesas bajo el mando de Iwao Matsuda (Comandante de la Fuerza Matsuda) que se retiraba hacia el cabo Hoskins y Rabaul.
La operación para asegurar el área de Talasea de la península de Willaumez fue apodada "Operation Appease" ("Operación Apaciguar") por los planificadores de los Estados Unidos. Se requeriría un desembarco anfibio en una playa de 320 metros de altura, llamada "Playa Roja", cerca de la plantación de Volupai, en el lado noreste del cuello de la península, delimitada por un denso pantano al norte y un acantilado escarpado al sur. El terreno al sur de la Playa Roja se elevaba hasta la parte norte del Pequeño Monte Worri, que a su vez pasaba por Alto Monte Worri al sur, mientras que al este, el Monte Schleuther se extendía hacia la costa, dominando varios pueblos. Se pretendía que el desembarco sería seguido por un avance hacia el sureste, hacia Bitokara y Talasea con un seguimiento hacia el sur y un desembarco en Garua para asegurar la plantación de Garua.
A pesar de las limitaciones del terreno en los flancos de la playa de desembarco, en el frente había varias características redentoras que ofrecían ventajas tácticas para las tropas que emprendían el desembarco. La playa estaba situada a lo largo de la parte más estrecha de la península que se extiende por una distancia de cuatro kilómetros hacia el este hacia el puerto de Garua y había sido identificada como una probable zona de desembarco por un ex-propietario de plantaciones, el teniente de vuelo Rodney Marshland, oficial de la Real Fuerza Aérea Australiana; en este sentido, ofrecía un enfoque relativamente plano y directo a los objetivos de los marines, que eran los edificios gubernamentales en la orilla del puerto de Garua, el desembarco de emergencia en Talasea y el puerto de Garua. Además, la playa estaba conectada por un camino de tierra que ofrecía un potencial acceso de vehículos.

### Fuerzas beligerantes

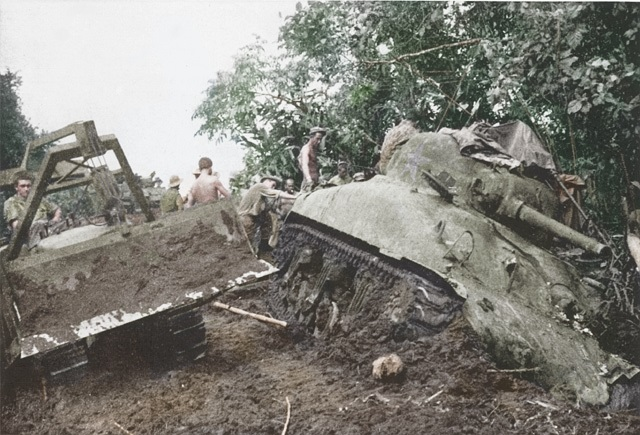
Un M4 Sherman atascado en el lodo después del desembarco.

La principal fuerza estadounidense asignada a la operación fue el Equipo de Combate A, un equipo de combate regimental organizado para operaciones, que consistía principalmente en los 1.° y 2.° Batallones del 5.º Regimiento de Marines -bajo el mando del coronel Oliver P. Smith- apoyado por el 2.º Batallón, del 11.º Regimiento, una compañía del 1.er Regimiento y otra del 17.º Regimiento, y elementos de apoyo incluyendo médicos, armamento, ingenieros, armas especiales, artillería, policía militar y transporte de motor. Las unidades de apoyo clave incluían el 1.er Batallón Médico, el 533.º Regimiento de Ingenieros Navales, el 592.º Regimiento de Ingenieros Navales, y el 1.er Batallón Servicio. La fuerza estadounidense consistía en un poco más de 3000 tropas terrestres, con una fuerza total de alrededor de 5.000; la mayoría de las embarcaciones de desembarco estaban operadas por los ingenieros del Ejército Estadounidense, con solo un pequeño número de buques de la Armada de los Estados Unidos.
Los japoneses que defendían Talasea estaban formados en el 1.er batallón, 54.º Regimiento de Infantería, una compañía del 2.º Batallón, 54.º Regimiento de Infantería, y una batería del 23.º Regimiento de Artillería de Campaña. Además, estaba presente un pelotón de ametralladoras y un pelotón de morteros de 90 mm. La fuerza era de 596 hombres, de los cuales 430 estaban en el área inmediata de Talasea. Estas tropas fueron extraídas de la 17.ª División del teniente general Yasushi Sakai, y fueron agrupadas como "Fuerza Terunuma", bajo el comando del capitán Kiyamatsu Terunuma. Estas tropas fueron encargadas de defender la zona para asegurar una ruta de retirada para las tropas de la fuerza Matsuda que se retiraban del cabo Gloucester, en el oeste de Nueva Bretaña.

## Desarrollo

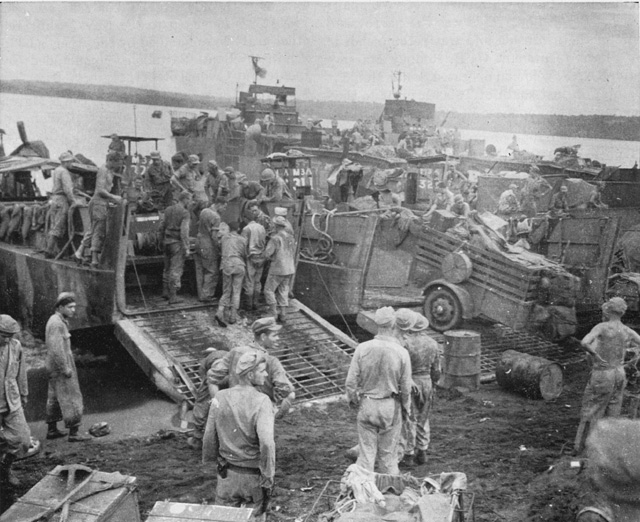
Marines estadounidenses preparándose en la plantación de Iboki.

En los días previos al asalto, los aviones Bristol Beaufort de la Real Fuerza Aérea Australiana hicieron numerosas incursiones desde su base en Kiriwina, minando las defensas alrededor de la playa de desembarco. El 3 de marzo, el desembarco fue precedido por una pequeña patrulla de reconocimiento, compuesta por un oficial australiano, Marshland, un estadounidense y dos exploradores indígenas, que llegaron a tierra mediante un barco PT. Después de determinar el contacto con indígenas amistosos y averiguar la fuerza y las disposiciones de los japoneses en las inmediaciones, la patrulla salió de la península y regresó a Iboki alrededor de la medianoche del 3 de marzo desde el barco PT. Los dos días siguientes se destinaron a la preparación de la batalla; después, la fuerza estadounidense partió de la noche a la mañana, embarcando de la 5.ª base de marines en la plantación de Iboki a la 13:00 del 5 de marzo de 1944 mediante una flota de sesenta tipos diferentes de lanchas de desembarco escoltadas por cinco barcos PT. A bordo de una de las embarcaciones de desembarco había cuatro tanques medios.
Al día siguiente, alrededor de la primera luz, el desembarco se retrasó casi media hora cuando la cubierta de combate de la Quinta Fuerza Aérea que había sido asignada para apoyar el aterrizaje no se presentó. Finalmente, la orden para que la fuerza de asalto dejara la línea de partida fue dada por Smith a pesar de los riesgos de proceder sin cobertura aérea. La fuerza de asalto inicial consistió en 500 marines del 1.er Batallón, 5.º de Marines. Estas tropas fueron encargadas de asegurar una cabeza de puente a través de la cual seguirían las tropas del 2.º Batallón, 5.º de Marines, que pasarían mientras avanzaban al interior hacia la misión de Bitokara. Debido a la presencia de un arrecife de coral costa afuera, el asalto inicial tuvo que ser realizado por dos compañías del 1.er Batallón, 5.º de Marines a bordo de vehículos de desembarco de tracción por orugas. Estos fueron bajados al agua desde la lancha de desembarco de tanques más grande, y mientras hacían camino hasta la orilla, se les proporcionó fuego de cobertura con la ametralladora de un tanque que estaba a bordo de uno de los barcos de desembarco medios. Las ráfagas fueron contestadas por fuego esporádico japonés de la playa.
Cuando las dos compañías de asalto pisaron tierra, voló por encima un pequeño caza de observación en una misión de observación, dejando caer granadas en lugar del respaldo aéreo prometido por la 5.ª Fuerza Aérea. Según los historiadores del Cuerpo de Marines de los EE. UU., Hough y Shaw, citando el Registro de Operaciones del Área del Sudeste del teniente coronel Isamu Murayama, este apoyo aéreo improvisado fue descrito más adelante por los defensores como pesados. Cuando la fuerza inicial empujó tierra adentro, ocurrieron varios choques a pequeña escala, pero el desembarco se libró en gran parte sin oposición. Se estableció una cabeza de playa a unos 180 metros al interior y se enviaron patrullas. En el flanco derecho, la Compañía 'A' rápidamente cumplió con su objetivo, pero a la izquierda, la Compañía 'B' tuvo que enfrentarse a más dificultades debido a la tierra pantanosa, lo que les obligó a flanquearla por las colinas del Bajo Monte Worri donde encontraron un pequeño grupo de japoneses. En el mar, el teniente coronel Robert Amory controlaba las olas de ataque en su propio buque, asegurando que la playa no se inundara de demasiadas embarcaciones de desembarco al mismo tiempo y así asegurar un desembarco ordenado a medida que el 2.º Batallón seguía al 1.er a través de la cabeza de playa hacia la Misión de Bitokara. Sin embargo, los arrecifes de coral ralentizaron la entrada de las lanchas, obligándolas a navegar en fila única, mientras los confines de la playa de desembarco hicieron que la descarga fuera lenta y la necesidad de empacar todos los equipos también se sumó a los retrasos. El desembarco de la artillería sufrió pesadamente los morteros japoneses de la playa, mientras que el personal médico en la playa también sufrió bajas.

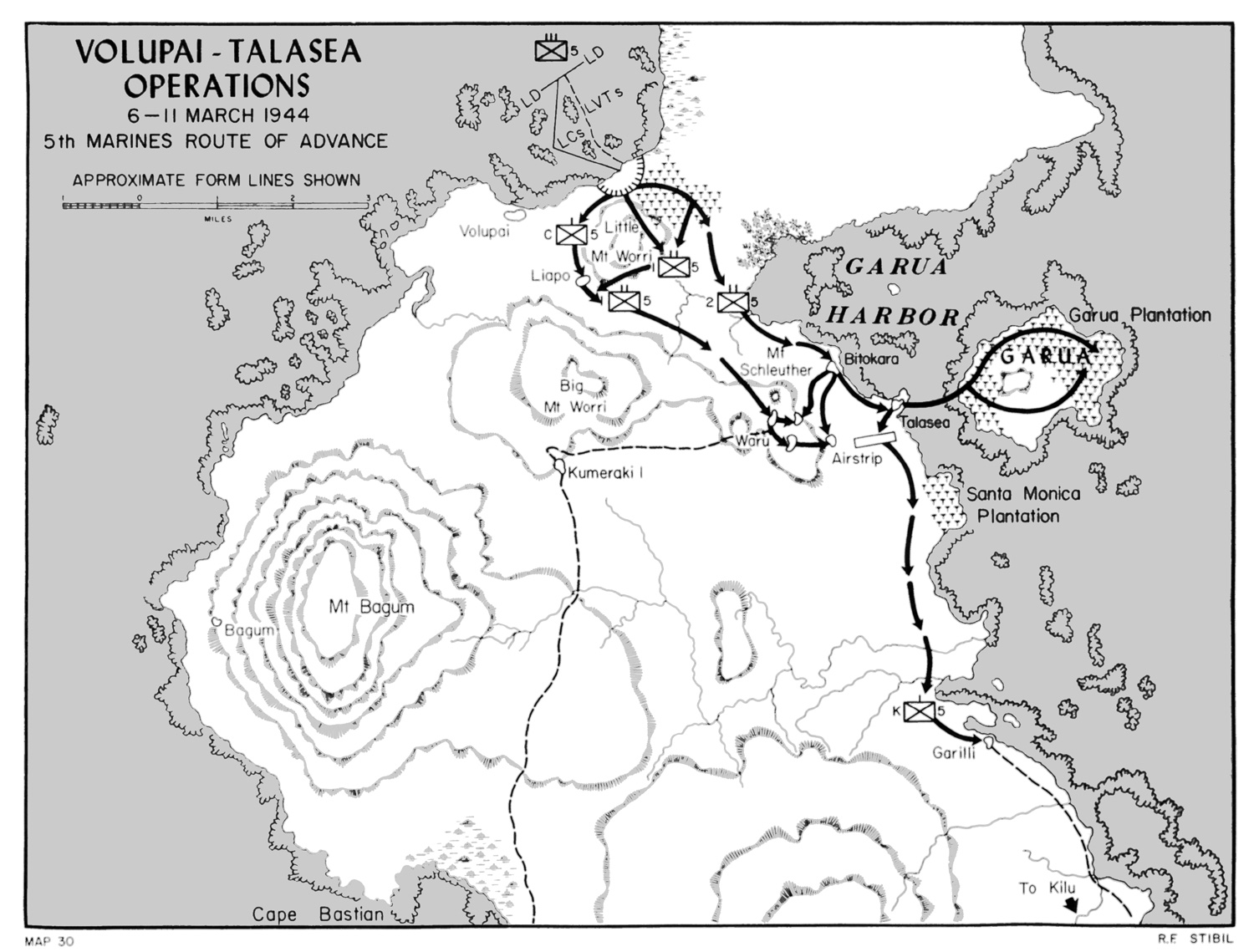
Mapa de los desembarcos y el avance aliado.

Sin embargo, las columnas avanzadas del 2.º Batallón, que consistían en la Compañía 'E', se encontraron con el 1.er Batallón alrededor de las 11:00, aunque el primero todavía tenía que asegurar el borde de la plantación. De los cuatro tanques medios Sherman que habían llegado a tierra, uno se quedó atascado en la playa, mientras que los otros tres avanzaron para apoyar a la Compañía 'E' a medida que avanzaba por la carretera que conducía hacia la plantación. Casi inmediatamente obtuvieron resultado, silenciando un nido de ametralladora japonés; sin embargo, un tanque fue dañado por infantería japonesa que se posicionó alrededor de este en un esfuerzo para colocar las minas magnéticas. Uno tuvo éxito, aunque murió en el acto, y el tanque tuvo que estar temporalmente fuera de servicio, siendo alejado del sendero. Los otros dos tanques continuaron, apoyando a los soldados de infantería enfrentándose a un fuego de mortero de 81 mm cuando avanzaban contra la parte suroeste de la plantación. Allí, los estadounidenses obtuvieron inteligencia cuando recuperaron un mapa de las defensas locales japonesas del cadáver de un oficial japonés que había muerto en la lucha. Posteriormente, dos compañías del 2.º Batallón, las 'E' y 'G', avanzaron. La 'G' se dirigió a la derecha de 'E', atravesando las laderas de las montañas mientras la 'E' se desplazaba por el sendero. Al caer la noche al final del primer día, los marines cavaron trincheras.
El comandante japonés, Kiyamatsu Terunuma, intentó ganar tiempo para que las fuerzas japonesas pudieran retirarse de cabo Gloucester, reforzando las tropas que trataban de defender Talasea, enviando a otra compañía al frente durante la noche del 6 al 7 de marzo. En la oscuridad, pudieron avanzar a 45 metros de las posiciones del 2.º Batallón, 5.º de Marines. Sin embargo, estas tropas se retiraron poco después del amanecer cuando los marines lanzaron un ataque matutino el 7 de marzo. A lo largo del día, siguieron fuertes combates mientras los estadounidenses avanzaban hacia la costa opuesta, enviando patrullas hacia las colinas del sur para asegurar su flanco. Cuando se acercaron al monte Schleuther, elementos del 54.º Regimiento de Infantería japonés, que se movían hacia el oeste a lo largo del alto terreno en un esfuerzo para interceptar a los marines, comenzaron a verter fuego pesado sobre los estadounidenses. En respuesta, la Compañía 'E' estableció una base de fuego intenso mientras la Compañía 'F', con fuego de cobertura de artillería y morteros, fue despachada apresuradamente para ganar una posición desde la cual lanzó un ataque, con elementos de la Compañía 'H' protegiendo su flanco derecho. Llegando por delante de los japoneses, los marines comenzaron a disparar sobre ellos, matando a 40 en una batalla unilateral que los empujó por la pendiente inversa. Mientras tanto, los refuerzos estadounidenses (el 3.er Batallón, 5.º de Marines) que se habían programado para llegar temprano el 7 de marzo se retrasaron hasta la tarde, cuando comenzaron a asumir la responsabilidad de la defensa de la cabeza de playa del 1.er Batallón. Como resultado, tuvo que ser modificado el plan para la ocupación de la aldea de Liapo, al suroeste del Pequeño Monte Worri, y Waru, al oeste de la pista de aterrizaje de emergencia en Talasea. En vez de que un batallón procediera por la pista mientras cruzaba las montañas, una compañía del 1.er Batallón fue enviada a través de la selva, al oeste de las colinas, hacia Liapo. Detenidos por la densa vegetación, se aislaron y tuvieron que refugiarse durante la noche, mientras que el segundo batallón estableció un perímetro nocturno alrededor de la parte del monte Schleuther y del sendero de Bitokara.

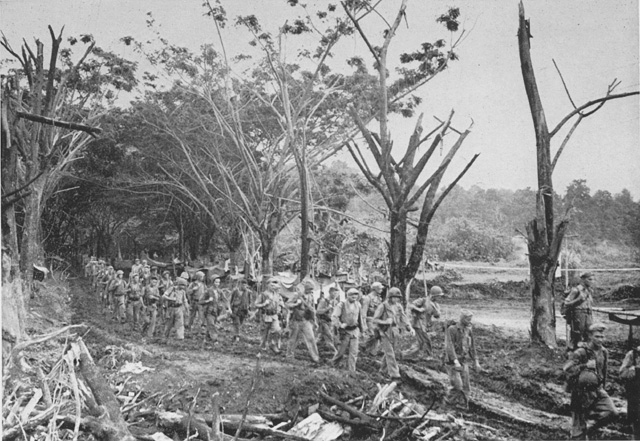
Marines estadounidenses avanzando hacia Talasea.

A lo largo de la noche, los japoneses cercanos a la posición del 2.º Batallón comenzaron a reunirse para un ataque, pero no se llevó a cabo. En la mañana del 8 de marzo, la Compañía 'F' lanzó una ofensiva hacia su frente, apoyado por un cañón de 37 mm y fuego de mortero; sin embargo, el ataque rápidamente se finalizó cuando no hubo fuego de respuesta de los japoneses. Se envió posteriormente una patrulla que encontró 12 japoneses muertos. Más tarde, se envió otra patrulla hacia Bitokara que encontró una posición defensiva japonesa. El 2.º Batallón intentó avanzar al contacto, pero nuevamente sus esfuerzos se frustraron a causa de una retirada precipitada de los defensores japoneses. Cuando la compañía 'G' llegó al lado oriental de Bitokara, el resto del batallón se unió a ellos. Entonces, los americanos enviaron varios exploradores para localizar las posiciones japonesas en el monte Schleuther y el alrededor de Talasea. Posteriormente, lanzaron un ataque infructuoso contra el pico que fue respondido por fuego pesado, y que causó 18 bajas entre los marines. Cuando los exploradores informaron que la pista de aterrizaje de emergencia de Talasea estaba desocupada, la Compañía 'F' fue enviada para asegurarla y mientras el resto del 2.º Batallón se retiraba a Bitokara al caer la noche, la compañía permaneció en la pista de aterrizaje. Por otra parte, el resto del 1.er Batallón se trasladó hacia Liapo para encontrarse con su compañía restante, guiada por un explorador local. Se produjo un incidente fuego amigo mientras las dos fuerzas se encontraban y confundieron el guía con un soldado japonés. Después de reorganizar y enviar otro guía, el 1.er Batallón se dirigió a Waru. Apresados por un terreno y un clima difícil, se hospedaron por la noche.
Durante toda la noche, los dos bandos intercambiaron fuego de artillería pesada y fuego de mortero, pero disminuyó cuando los defensores japoneses se alejaron lentamente hacia el sur rumbo a Bola, habiendo recibido la orden de retirarse de su cuartel general, dejando una pequeña retaguardia de 100 soldados para retrasar la marcha. Los marines atacaron Waru la mañana siguiente, pero encontraron las principales posiciones japonesas abandonadas, aunque lograron capturar a dos soldados que habían resultado demasiado lentos para escapar. Más tarde, una patrulla fue enviada a la compañía 'F', mientras que otra fue enviada a través del puerto de Garua a bordo de dos embarcaciones de desembarco para encontrar también remanentes nipones. Después de esto, el 5.º de Marines comenzó a despejar las operaciones. Las embarcaciones de suministro fueron redirigidas a Talasea, mientras que la retaguardia japonesa se retiró a Garilli, 6,4 kilómetros al sur, donde estableció otra línea defensiva, habiendo retrasado con éxito a los marines el tiempo suficiente para evitar que cortasen la ruta de retirada de la Fuerza Matsuda.

## Consecuencias
La batalla costó a los estadounidenses 17 muertos y 114 heridos, mientras que se calcula que 150 japoneses murieron en combate. En los días que siguieron al desembarco, los estadounidenses siguieron patrullando para perseguir a los japoneses retirados y proteger a Talasea, empujando hacia el norte alrededor de la bahía hacia Pangalu, cruzando el cuello de la península hacia Liapo y Volupai y hacia Wogankai, al suroeste de Garu frente al cabo Bastian y hacia el sur a lo largo de la costa hacia la bahía de Stettin. Como resultado de la operación, las fuerzas estadounidenses se establecieron en una posición para acosar aún más a las fuerzas japonesas que se retiraban al este de cabo Hoskins. El comandante del 5.º de Marines, Smith, también recomendó establecer una base naval delantera en Talasea para que los barcos PT pudieran interceptar las barcazas que los japoneses enviaban entre cabo Hoskins y Rabaul.

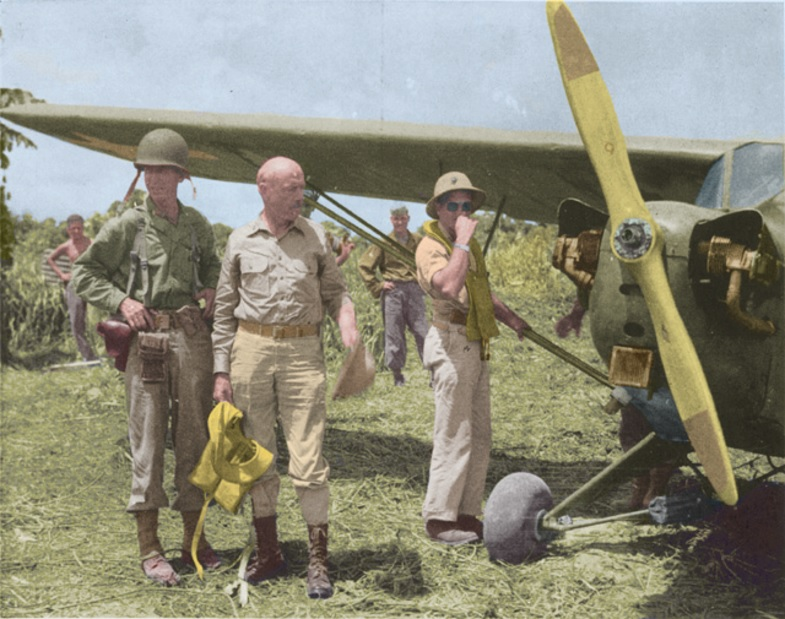
El general William H. Rupertus en el aeródromo de Talasea.

Junto con la expansión oriental hacia Talasea en la costa norte, las fuerzas estadounidenses habían planeado avanzar hacia Gasmata en la costa sur, donde mantendrían una línea entre Talasea y Gasmata, en un esfuerzo por aislar a la principal base japonesa alrededor de Rabaul. La responsabilidad de tomar Gasmata debía haber sido dada al 126.º Regimiento de Caballería, asignado a la 32.ª División de Infantería. Sin embargo, el avance a Gasmata fue cancelado cuando los planificadores de los EE. UU. se dieron cuenta de que era geográficamente inadecuada, con una preocupación en el terreno pantanoso, que lo hacía inadecuado para la construcción de los pistas de aterrizaje, y la posibilidad de un ataque de la fortaleza japonesa de Rabaul, particularmente durante la operación de desembarco durante la cual las lanchas de aterrizaje serían particularmente vulnerables.
Tras la captura de Talasea, el avance estadounidense hacia el este prácticamente cesó, a excepción de patrullas limitadas en las semanas posteriores a la captura del aeródromo de Talasea. En abril, la 40.ª División de Infantería del Ejército de los Estados Unidos reemplazó a la 1.ª División de Marines, que había perdido un total de 310 hombres y 1.083 heridos hasta ese momento en toda la campaña. Por el otro lado, los japoneses registraron 3.868 muertos en combate. El fuego continuó mientras la 40.ª División de Infantería aseguraba la plantación de Hoskins y el aeródromo abandonado el 7 de mayo. Después hubo un armisticio en los combates en Nueva Bretaña ya que las fuerzas estadounidenses se encontraban lejos dn el extremo occidental de la isla, Rabaul, en la península de Gazelle. En el centro, las tropas nativas lideradas por Australia de la Oficina de Inteligencia Aliada continuaron operaciones a pequeña escala. Estas durarían hasta que la 5.ª División de Infantería australiana, bajo el mando del general Alan Ramsay, llegara entre octubre y noviembre de 1944, cuando la 40.ª de Infantería fue relevada. Los australianos comenzaron posteriormente una ofensiva limitada, desembarcando en la bahía de Jacquinot y avanzando más al este de las costas norteñas y meridionales, aunque finalmente los australianos también intentaron llevar a cabo una campaña de contención en vez de destrucción, después de ocupar una línea entre Wide Bay y Open Bay.